# Leea macrophylla
Leea macrophylla är en vinväxtart som beskrevs av William Roxburgh och Jens Wilken Hornemann. 
Leea macrophylla ingår i släktet Leea och familjen vinväxter. Inga underarter finns listade i Catalogue of Life.